# 1982 en mathématiques
| Années des mathématiques : 1979 - 1980 - 1981 - 1982 - 1983 - 1984 - 1985    |
| Décennies des mathématiques : 1950 - 1960 - 1970 - 1980 - 1990 - 2000 - 2010 |

Cet article présente les faits marquants de l'année 1982 en mathématiques.

## Naissances
- septembre : Zhiwei Yun, mathématicien chinois.
- 7 octobre : Marie Rognes, mathématicienne norvégienne.
- Sarah Flannery, mathématicienne irlandaise.
- Marie-Therese Wolfram, mathématicienne autrichienne.

## Décès
- 24 janvier : Karol Borsuk (né en 1905), mathématicien polonais.
- 30 janvier : Viktor Glouchkov (né en 1923), mathématicien russe, fondateur de la technologie de l'information en URSS et l'un des fondateurs de la cybernétique.
- 2 mai : Salomon Bochner (né en 1899), mathématicien américain d’origine austro-hongroise.
- 29 juin : Graciela Salicrup (née en 1935), architecte, archéologue et mathématicienne mexicaine.
- 30 juin : Giuseppe Bartolozzi (né en 1905), mathématicien italien.
- 10 juillet : Gwilym Jenkins (né en 1932), statisticien et logisticien britannique.
- 12 juillet : David Milman (né en 1912), mathématicien israélien d'origine soviétique.
- 19 juillet : Hugh Everett (né en 1930), physicien et mathématicien américain.
- 1er septembre : 
  - Ludwig Bieberbach (né en 1886), mathématicien allemand.
  - Haskell Curry (né en 1900), mathématicien et logicien américain.
- 23 septembre : Bella Soubbotovskaïa (née en 1938), mathématicienne soviétique.
- 16 octobre : Nikolai Efimov (né en 1910), mathématicien russe-soviétique.
- 16 novembre : Pavel Aleksandrov (né en 1896), mathématicien russe.
- 22 novembre : James Oldroyd (né en 1921), mathématicien britannique.
- 30 décembre : Philip Hall (né en 1904), mathématicien britannique.
- 31 décembre : Kurt Friedrichs (né en 1901), mathématicien allemand-américain.